# Mistrzostwa Panamerykańskie w Judo 1986
Mistrzostwa panamerykańskie odbywały się w dniach 31 lipca - 2 sierpnia 1986 roku w Salinas. W tabeli medalowej tryumfowali judocy z Brazylii.

## Klasyfikacja medalowa
Gospodarz zawodów został zaznaczony kolorem.
| Miejsce | Państwo           |    |    |    | Razem |
| ------- | ----------------- | -- | -- | -- | ----- |
| 1       | Brazylia          | 6  | 4  | 4  | 14    |
| 2       | Kuba              | 3  | 3  | 4  | 10    |
| 3       | Stany Zjednoczone | 2  | 2  | 6  | 10    |
| 4       | Wenezuela         | 2  | 0  | 5  | 7     |
| 5       | Portoryko         | 1  | 3  | 1  | 5     |
| 6       | Kanada            | 1  | 2  | 3  | 6     |
| 7       | Argentyna         | 0  | 1  | 1  | 2     |
| 8       | Meksyk            | 0  | 0  | 2  | 2     |
| 9       | Chile             | 0  | 0  | 1  | 1     |
| .       | Ekwador           | 0  | 0  | 1  | 1     |
| .       | Peru              | 0  | 0  | 1  | 1     |
| Razem   | Razem             | 15 | 15 | 29 | 59    |

## Medaliści

### Mężczyźni
| Konkurencja: | Złoto:                | Srebro:            | Brąz:                         |
| −55 kg       | Michael Manning       | Luis Martínez      | Wilfredo Simancas G. Bernades |
| −60 kg       | Sérgio Pessoa         | Fred Glock         | Salvador Hernández D. Mavárez |
| −65 kg       | Rogério Sampaio       | Craig Weldon       | Doug Tono Álex Lugo           |
| −71 kg       | Mike Swain            | Ángelo Ruiz        | Mario Tsutsui Ricardo Tuero   |
| −78 kg       | Andrés Franco         | Tiago Jacques      | G. Aguirre Carlos Huttich     |
| −86 kg       | José González Rosabal | Gustavo Pascualini | Wagner Castropil O. Carvajal  |
| −95 kg       | Alfredo Fernandez     | Robert Berland     | James Kendrick R. Morelli     |
| ponad 95 kg  | Frederico Flexa       | Jorge Fiz Castro   | V. Gianelli O. Nelson         |

### Kobiety
| Konkurencja: | Złoto:             | Srebro:           | Brąz:                               |
| −48 kg       | María Villapol     | Bonnie Sherman    | Sherrie Phillips Monica Angelucci   |
| −52 kg       | Solange de Almeida | Maritza Pérez     | Janet Trussell Lisa Boscarino       |
| −56 kg       | Cecilia Alacán     | Maniliz Segarra   | Karen Sheffield Giovanna Santorsola |
| −61 kg       | Natasha Hernández  | Tânia Ishii       | Mandy Clayton Kathy Dalton          |
| −66 kg       | Carla Duarte       | Cecilia Caballero | Marcia Quiñónez                     |
| −72 kg       | Alison Webb        | Soraia André      | Tina Stump Miriam Medina            |
| ponad 72 kg  | Nilmari Santini    | Rosemeri Salvador | Allison Henry Florentina Quintana   |